# Панайота Вланті
Панайота Вланті(28 березня 1973, Афіни, Греція) — грецька акторка театру та кіно.
Закінчила Афінську драматичну школу.

## Вибіркова фільмографія
- За п'ять хвилин (2006)
- 180 градусів (2010)

| Актор | Це незавершена стаття про акторку. Ви можете допомогти проєкту, виправивши або дописавши її. |